# Angelo Peruzzi
Angelo Peruzzi (Viterbo, 1970. február 16. –) olasz labdarúgó. 2006-ban világbajnokságot nyert az olasz válogatottal, igaz, egyetlen percet sem játszott, mivel Buffon mögött csak csere volt. Hosszú, 21 éves karrierje során megfordult kétszer a Roma, valamint a Hellas Verona, a Juventus, az Inter és végül a Lazio együttesében.

## Pályafutása

### Klubcsapatban
Peruzzi pályafutását 1986-ban a Roma együttesében kezdte, ám itt mindössze 13 meccset játszott, ezután továbbállt a Hellas Veronához. Itt is mindössze 1 szezont játszott, majd visszatért Rómába, ám csupán 3 mérkőzés erejéig maradt az olasz fővárosban, mert már korábban felkeltette a Juventus érdeklődését, és 1991-ben oda is szerződött. Érdekesség, hogy mielőtt Torinóba szerződött volna, 1990 októberében megbukott egy doppingteszten, és ezért súlyos, 1 éves eltiltást kapott. 1991-ben végül is elszerződött a Juventushoz, és itt töltötte karrierje legsikeresebb éveit, ám először a csapat korábbi nagyszerű, ám már idősödő kapusát, Stefano Tacconit kellett kiszorítania a kezdőcsapatból. Ez sikerült is, és ameddig a Juve színeiben játszott, 208 bajnokin kezdődött vele a csapat névsora. Az itt töltött 8 év alatt Peruzzi 3-szor nyert olasz bajnokságot, valamint ezenfelül UEFA-kupát és BL-t is sikerült nyernie a bianconerik színeiben. Ezután egy átmeneti év következett az Inter együttesében, ahol az ott töltött idő alatt szinte minden meccsen játszhatott. Ezután 2000-ben, mintegy 18 millió euróéert a Laziohoz igazolt, ahol visszavonulásáig, 2007-ig játszott. Itt a 7 szezon alatt 192 meccs jutott neki. Visszavonulásakor, 2006-ban így nyilatkozott:
| „                | A bajnokság végén visszavonulok. Tudom, hogy a Lazio elnöke és a szurkolók nem lesznek boldogok, de szeretnék újabb 6-8 évet a klubnál maradni. | ” |
| – Angelo Peruzzi | |   |

Ezt a döntését később megváltoztatta, és vállalt még egy szezont. Véglegesen 2007 áprilisában, egy Roma elleni meccs után határozta el magát, a folyton vissza-visszatérő sérülések miatt. Az utolsó meccse egy Parma elleni 0:0 volt a Lazio színeiben, ezután intett búcsút a Lazio-drukkereknek.

### A válogatottban
A 11 év alatt, amikor Peruzzi az olasz válogatott tagja volt, 31-szer volt válogatott.Majdnem minden világversenyen, amin részt vett, csak csere volt,(kivéve az 1996-os EB-t,ahogy ő volt az első számú kapus),amikor pedig játszott, csak epizódszerepek jutottak neki. 1999-ben egy norvégok elleni meccs után majdnem otthagyta a nemzeti csapatot, de a következő évben visszatért, és úgy nézett ki, hogy ő lesz az első számú kapus a 2000-es EB-n,miután az első számú kapus Gianluigi Buffon megsérült,de megsérült, ezért az eredetileg harmadik számú kapus Francesco Toldo lett az első számú kapus.
Később a szövetségi kapitány, Giovanni Trapattoni szerette volna, ha Peruzzi eljön a válogatottal a 2002-es VB-re, mint 3. számú kapus, de ő ezt a nem túl megtisztelő feladatot visszautasította. Két év múlva, a portugáliai EB-n már a csapat tagja volt, de ismét csak 3. volt a sorban Buffon és Toldo mögött. Egészen 2004 áprilisáig (2000-től), egy Spanyolország elleni mérkőzésig Peruzzi nem játszott a válogatottban, majd ezután 2005 augusztusában, 2 VB-selejtezőn, a skótok és a fehéroroszok elleni meccseken helyettesítette a sérült Buffont.
Peruzzi, 36 évesen Buffon mögött cserekapus volt a 2006-os VB-n, ám egyetlen percet sem játszhatott, ugyanis a VB minden egyes percében Buffon őrizte az azzurrik hálóját.
Visszavonulása után az olasz válogatottnál Marcello Lippi szövetségi kapitány segítője, a 2010-es olaszországi regionális választások után szülővárosának, Blerának alpolgármestere.

## Sikerei, díjai
3 olasz bajnoki cím (Juve), 1 Bajnokok Ligája (Juve), 1 Uefa Kupa(Juve), 1 Világkupa (Juve), 1 Európai Szuperkupa (Juve), 2 Olasz Kupa (Juve, Lazio), 3 Olasz Szuperkupa (2 Juve, 1 Lazio), a világbajnok olasz válogatott tagja 2006-ban